# Galium baeticum
Galium baeticum là một loài thực vật có hoa trong họ Thiến thảo. Loài này được (Rouy) Ehrend. & Krendl mô tả khoa học đầu tiên năm 1974.